# Coubisou
Coubisou är en kommun i departementet Aveyron i regionen Occitanien i södra Frankrike. Kommunen ligger  i kantonen Estaing som ligger i arrondissementet Rodez. År 2022 hade Coubisou 475 invånare.

## Befolkningsutveckling
Antalet invånare i kommunen Coubisou
Referens: INSEE